# Uvaroviella marmorata
Uvaroviella marmorata är en insektsart som först beskrevs av Ludwig Redtenbacher 1892.  Uvaroviella marmorata ingår i släktet Uvaroviella och familjen syrsor. Inga underarter finns listade i Catalogue of Life.